# Filip Nguyen
Filip Nguyễn (* 14. září 1992 Praha) je vietnamský profesionální fotbalový brankář českého původu, který chytá za vietnamský klub Cong An Ha Noi FC a za vietnamský národní tým.

## Klubová kariéra
Před přestupem do Sparty Praha v roce 2012 hrál v mládežnickém týmu Loka Vltavín. V říjnu 2013 byl povolán do prvního týmu Sparty Praha, ale nezasáhl do žádného zápasu.
V roce 2015 přestoupil ze Sparty do Cidliny Nový Bydžov a v roce 2016 do druholigové Vlašimi. V ní debutoval 26. března v utkání s Karvinou. Za tři sezony zde nastoupil do 43 zápasů ve druhé české lize.

### Slovan Liberec
V únoru 2018 se dohodl na novém angažmá a přestoupil do prvoligového klubu FC Slovan Liberec. S klubem podepsal smlouvu do roku 2021. V sezoně 2018/19 se stal brankářskou jedničkou a odchytal 26 ligových zápasů, přičemž udržel 12 čistých kont. Také se několikrát dostal do výběru jedenáctky kola. V létě 2019 byl spojován s přestupem do pražské Slavie; k dohodě nakonec nedošlo a namísto toho Nguyen prodloužil svou smlouvu s Libercem.
Místo v brance si udržel i v sezóně 2019/20, kdy v Liberci odchytal 34 soutěžních zápasů a svými výkony si zasloužil pozvánku do české reprezentace.
Na začátku sezóny 2020/21 se Nguyenovi s Libercem podařilo postoupit skrze předkola do základní skupiny Evropské ligy. Ve skupině ale Slovan skončil na nepostupovém třetím místě za německým Hoffenheimem a srbskou Crvenou Zvezdou. V únoru 2021 ztratil místo v základní sestavě Liberce, novou brankářskou jedničkou se stal Milan Knobloch.

### Slovácko
V létě 2021 zamířil Nguyen na roční hostování s opcí do Slovácka. Pod trenérem Martinem Svědíkem se rychle začlenil do základní sestavy a stal se brankářskou jedničkou. Se Slováckem se Nguyenovi podařilo zvítězit v českém poháru, odchytal také celé finále proti pražské Spartě (výhra 3:1). V létě Slovácko uplatnilo na Nguyena přestupovou opci.
Díky zisku poháru se Slovácko kvalifikovalo do předkola Evropské ligy, kde však padlo s tureckým Fenerbahçe (po výsledcích 0:3 a 1:1). Ve čtvrtém předkole Konferenční ligy ale Slovácko dokázalo dvakrát porazit švédský AIK a poprvé ve své historii se kvalifikovalo do základní skupiny evropského poháru. V lednu 2023 byl Nguyen blízko k odchodu do Vietnamu, nakonec se ale rozhodl ve Slovácku zůstat až do konce sezóny.

### Cong An Ha Noi
Dne 29. června 2023 Slovácko potvrdilo odchod Nguyena do vietnamského klubu Cong An Ha Noi FC. Gólman podepsal smlouvu do roku 2026. Hanojský klub pro Nguyena nachystal tříletou smlouvu, pokud však obě strany budou spokojené, obsahuje doložku, podle níž může Nguyen zůstat do konce kariéry. V týmu se sešel s jiným gólmanem, který chytal v české lize, a to s Patrikem Le Giangem.

## Reprezentační kariéra
V červenci 2019 bylo oznámeno, že Nguyen je v procesu získání vietnamského občanství, což by mu umožnilo reprezentovat jejich národní tým v kvalifikaci na Mistrovství světa 2022.

### Česká reprezentace
Dne 6. září 2020 však dostal svoji první pozvánku do českého národního týmu na zápas Ligy národů proti Skotsku. K tomu mu napomohla i nucená karanténa prvního týmu, který odehrál zápas se Slovenskem.
V březnu 2021 byl dodatečně povolán na utkání kvalifikace na MS 2022 proti Belgii. Stalo se tak kvůli absenci dvou původně nominovaných brankářů, z důvodu zranění chyběl Ondřej Kolář a do Česka kvůli následné povinné čtrnáctidenní karanténě neodcestoval Jiří Pavlenka. Nguyen v zápase zůstal pouze na lavičce, celých 90 minut odchytal Tomáš Vaclík.

### Vietnamská reprezentace
V prosinci 2023 získal Nguyen vietnamské občanství. Následně obdržel první pozvánku do vietnamské reprezentace a byl povolán na Asijský pohár 2023.
Svůj debut ve vietnamské reprezentaci si Nguyen odbyl 9. ledna, kdy odehrál 60 minut při porážce 1:2 s Kyrgyzstánem. V lednu 2024 si jako reprezentační jednička zahrál na Asijském poháru 2023.

## Osobní život
Filip Nguyen se narodil do smíšeného manželství, má vietnamského otce a českou matku, vyrůstal společně se sestrou v Praze. Uvádí ale, že sám vietnamsky neumí.
V srpnu 2021 se oženil, s manželkou Anetou mají syna Filipa.